# NGC 1935
NGC 1935 je emisijska maglica u zviježđu Zlatnoj ribi. 

## Vanjske poveznice
- SEDS: NGC 1935